# Luo (Gong)

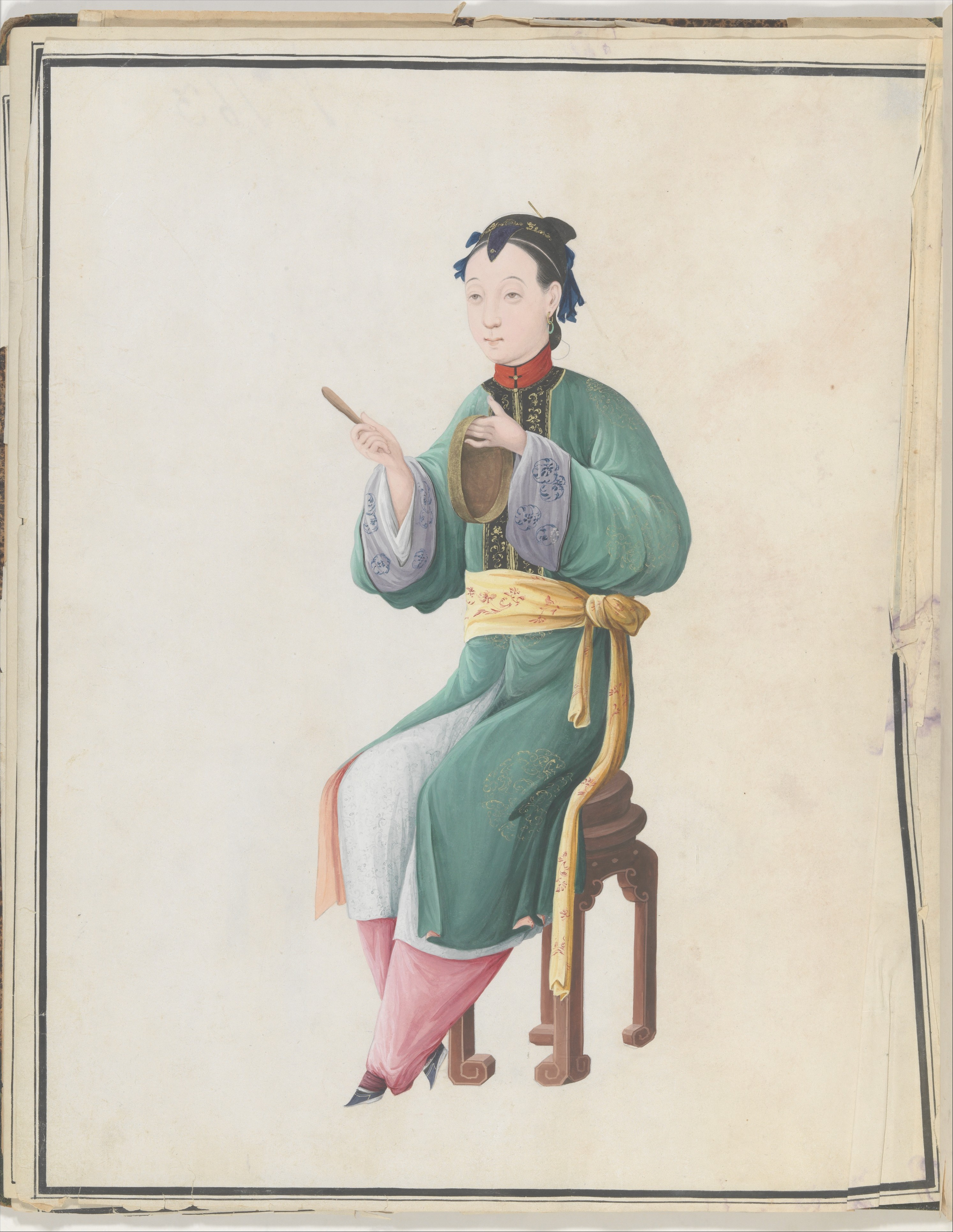
Musikerin mit kleinem Flachgong jiaoluo, der an einer Kordel oder wie hier mit der Hand am Rand gehalten und als Rhythmusinstrument gespielt wird. Aquarell vom Ende des 18. Jahrhunderts

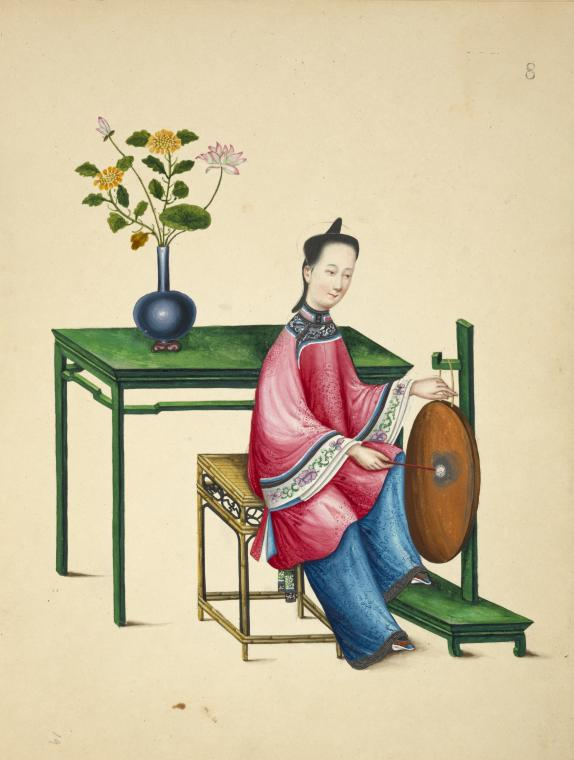
Musikerin mit großem Flachgong, der an einem Gestell hängt. Aquarell aus dem 19. Jahrhundert

Luo (chinesisch 鑼, Pinyin luó, W.-G. ló, „Gong“) ist der Oberbegriff für chinesische Gongs, die durch ein Präfix näher bestimmt werden. Die ab dem 1. Jahrtausend v. Chr. hergestellten ältesten Gongs waren Kesselgongs, die späteren Namen zufolge (tonggu, „Bronzetrommel“) den Trommeln (gu) zugeordnet wurden. Der früheste Fund eines flachen Gongs wird um 200 v. Chr. datiert, in den Schriftquellen werden Gongs ab der Tang-Dynastie (618–907) als luo erwähnt. Die meisten chinesischen Gongs sind Varianten des Flachgongs; die für die malaiischen Inseln charakteristischen Buckelgongs sind hingegen selten. Fünf Gongtypen werden unterschieden:
1. Tongluo: Kleine flache Gongs mit einem schmalen tellerförmigen Rand werden seit etwa 1100 unter anderem als tongluo, tangluo, zheng oder tongzheng erwähnt und sind mit dem japanischen shōko verwandt. Mehrere melodisch gestimmte Flachgongs sind in einem Rahmen aufgehängt als Gongspiel yunluo (云锣,  yún luó, „Wolkengong“) bekannt. Die kleinen Varianten jiaoluo und xiangzhan werden in südchinesischen Kammermusikstilen gebraucht.
2. Flachgongs mit veränderlicher Tonhöhe: Leicht gekrümmte Flachgongs mit einem umgebogenen Rand, einer planen mittleren Anschlagfläche und nach dem Anschlagen abnehmender Tonhöhe heißen daluo (大鑼, „großer Gong“) oder suluo. Kleinere Gongs mit ansteigender Tonhöhe heißen xiaoluo (小鑼,  xiǎo luó, „kleiner Gong“), jingluo oder shouluo (手锣,  shǒu luó). Gongs mit veränderlicher Tonhöhe werden in der Peking-Oper und anderen Opernstilen sowie unter anderem in shifan luogu (Gong- und Trommel-Ensembles) verwendet.
3. Große wannenförmige Flachgongs mit einem rechtwinklig gebogenen tiefen Rand heißen mit 60 bis 80 Zentimetern Durchmesser shenbo (深钹) und mit etwa 40 Zentimetern Durchmesser douluo (斗锣). Der gaobianluo (高边锣, „hoher Rand-Gong“) wird in Opern verwendet.
4. Buckelgongs, die unter anderem gongluo oder mangluo genannt werden, produzieren Töne von genauer Tonhöhe. Sie sind im Süden Chinas seit dem 16. Jahrhundert nachgewiesen und entsprechen manchen im indonesischen Gamelan gespielten Typen
5. Große leicht gekrümmte Platten mit einem kleinen Rand oder ohne Rand und bis zu 80 Zentimetern Durchmesser werden wenluo (文锣, „Zivil-Gong“) oder chaoluo (抄鑼, „Berg-Gong“) genannt und für Effekte in manchen Opern verwendet. Dieser Flachgong war Vorbild für den in die westliche Musik eingeführten Tamtam.

## Herkunft
Gongs sind unmittelbar angeschlagene Idiophone in der Form metallener runder Gefäße, die ihr Schwingungsmaximum und damit ihren Anschlagpunkt in der Mitte haben. Damit unterscheiden sie sich von am Rand angeschlagenen Glocken und Becken. Die wegen ihrer Form als „Bronzetrommeln“ bezeichneten Kesselgongs (genauer: Flachkesselgongs), die aus einem unten offenen Bronzekorpus und einer dessen Öffnung abdeckenden flachen Bronzeplatte bestehen, werden ebenfalls zu den Gongs gezählt.
Die ältesten chinesischen Idiophone waren literarischen Quellen zufolge Klangsteine, der hölzerne Schlagkasten zhu, das Schrapinstrument yu und Glocken zhong. Im Buch der Lieder (Shījīng) das im 10. bis 7. Jahrhundert v. Chr. entstand, werden neben anderen Klangerzeugern Klangsteine (ching) und von außen angeschlagene Glocken (chung) erwähnt. Ab der Mitte des 1. Jahrtausends v. Chr. scheint die Musik mit dem Klangsteinspiel bianqing und dem Glockenspiel bianzhong eine große Klangfülle erhalten zu haben. Aus dieser Zeit stammen auch die frühesten bekannten Gongs.
Das im Verlauf des 1. Jahrtausends v. Chr. kompilierte Weisheitsbuch I Ging („Buch der Wandlungen“) enthält das kosmische System der Acht Trigramme (bāguà), in das auch die Kategorie der Acht Klänge (bāyīn) eingeordnet ist. Das bāyīn ist die chinesische Klassifizierung der Musikinstrumente nach dem Material. Gongs, Glocken und Becken gehören hierin zur Kategorie „Metall“ (jīn).

### Kesselgongs
Während Bronzeglocken (vom Typ nao) in China ab dem Ende der Shang-Dynastie (13.–11. Jahrhundert v. Chr.) bekannt sind und im 1. Jahrtausend v. Chr. bereits kunstvoll verziert waren, taucht der älteste bekannte Kesselgong aus Bronze in China erst um 700 v. Chr. in den Wanjiaba-Gräbern in der südwestchinesischen Provinz Yunnan auf. Kesselgongs bestehen aus einem röhrenförmigen, an der Unterseite offenen Korpus aus Bronze, dessen obere Öffnung mit einer Bronzeplatte überdeckt ist. Das mit einfachen Linienmustern auf der Platte verzierte Fundobjekt ist 24 Zentimeter hoch bei einem Durchmesser von 38 Zentimetern und wiegt etwa 23 Kilogramm. Rußspuren zufolge könnte es auch als Kochgeschirr verwendet worden sein.
Yunnan gilt als Ursprungsregion der Kesselgongs, tonggu (chinesisch 銅鼓, Pinyin tónggǔ, „Bronzetrommel“), die den wenig später aufgekommenen Dong-Son-Trommeln entsprechen. Diese erhielten ihren Namen von einem Ausgrabungsort im Delta des Roten Flusses im Norden Vietnams. Offenbar bestanden bereits zwischen beiden Regionen Handelsbeziehungen mit dem Roten Fluss als Transportweg, bevor das im Norden Vietnams gelegene Reich Nan-Yue im Jahr 111 v. Chr. zu einer Präfektur des chinesischen Kaiserreichs wurde. Die von den südchinesischen „Barbaren“-Völkern (Yue) geschaffenen Bronzegegenstände wurden mit dem Beginn der Eroberungskriege unter Qin Shihuangdi, dem ersten Kaiser der Qin-Dynastie (221–207 v. Chr.) im Süden des Reiches zu einer wertvollen Kriegsbeute. Um die während dieser Kriege an der Bekämpfung von Aufständen in Nordvietnam beteiligten Generäle Ma Yuan (14 v. Chr. – 49 n. Chr.) und Zhuge Liang (181–234) wurden Legenden gebildet, die sie in Zusammenhang mit den Metalltrommeln bringen und teilweise als deren Erfinder hinstellen. Womöglich sollten die Kesselgongs so in die Kultur der Han-Chinesen einverleibt werden.
Ein um 100 v. Chr. datierter Kesselgong aus Shizhaishan in der südchinesischen Provinz Yunnan ist mit Szenen dekoriert, in denen Gongspiele mit mehreren Kesselgongs erkennbar sind. Die Deckelplatte mit einem Durchmesser von 32 Zentimetern zeigt ein Menschenopfer, das von einem Gongspiel aus 16 U-förmig angeordneten Kesselgongs umgeben ist.
Solche Szenen verweisen auf die magischen Kräfte, die der Musik in China von Alters her zugesprochen werden. Kesselgongs spielten eine bedeutende Rolle in den Kulten der südchinesischen Völker, die im übrigen China verbreiteten Gongtypen gehörten jedoch nicht zur konfuzianischen höfischen Zeremonialmusik und wurden deshalb relativ selten in der Literatur erwähnt.

### Flachgongs

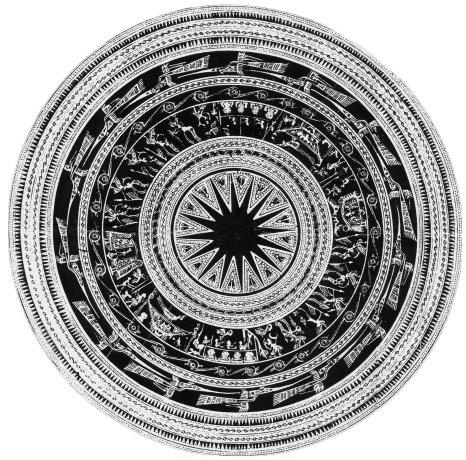
Deckelplatte des Kesselgongs von Hoàng Ha. Im konzentrischen Figurenfeld befindet sich auf der rechten Seite ein ungefähr rechteckiger Rahmen. Darin steht (auf dieser Abbildung nicht in den Details zu erkennen) in der Mitte eine Figur, die mit Stöcken auf je sechs hängende Flachgongs auf beiden Seiten schlägt. Um 200 v. Chr. Nationalmuseum für Geschichte in Hanoi

Der älteste Fund eines Flachgongs stammt aus dem Friedhof von Luopowan im Kreis Gui der südchinesischen Provinz Guangxi. In Grab Nr. 1 wurde ein um 200 v. Chr. datierter, ungefähr kreisrunder Flachgong mit einem Durchmesser von etwa 33 Zentimetern und einer mittleren Schlagfläche von 22 Zentimetern Durchmessern gefunden. Auf dem Rand ist der Gong mit eingravierten Mustern verziert. An drei Stellen sind am Rand drei abstehende Ösen mit Ringen angelötet, mit denen der Gong senkrecht aufgehängt wurde. Auf einem nach seinen Fundort Hoàng Ha nahe Hanoi in Nordvietnam benannten Kesselgong, der zu den bedeutenden Funden aus der Dong-Son-Kultur gehört, ist der Gebrauch der Flachgongs erkennbar. Die Höhe dieses Kesselgongs beträgt 61 Zentimeter und sein Durchmesser 84 Zentimeter. Die Deckelplatte zeigt einen Stern mit 16 Strahlen, der von konzentrischen Kreisen mit geometrischen Mustern und einem Kreis mit Figuren umgeben ist. An einer Stelle des Figurenbands ist in einem rechteckigen Rahmen eine stehende Figur mit Stöcken in den Händen zu erkennen. Sechs Kreise auf jeder Seite stellen offensichtlich (in einem Gestell) hängende Gongs dar.
Chen Yang erwähnt in seinem musiktheoretischen Werk Yueshu („Abhandlung über Musik“) von 1104 als Namen für Flachgongs unter anderem tongluo, zheng und tongzheng. Darin heißt es, der Flachgong sei unter dem während der Nördlichen Wei-Dynastie regierenden Kaiser Xuanwu (reg. 499–515) beliebt geworden und gehöre zur Hu-Musik („fremde“ Musik, die aus Zentralasien eingeführt wurde). Außer dem Gong seien auch die fünfsaitige Laute pipa und die konghou (Zupfinstrument, Harfe) eingeführt worden. Nach dem Anschlagen habe der Gong zunächst verhaltene und langsame Schwingungen produziert, die dann lebhaft und schnell geworden seien. Jaap Kunst (1949) begründete mit dieser Aussage seine unter anderem durch den archäologischen Fund widerlegte These, wonach der Gong aus Griechenland in der Nachfolge der Eroberungszüge Alexanders des Großen (Mitte 4. Jahrhundert v. Chr.) nach Indien und Zentralasien gelangt sei.
Spätestens im 10. Jahrhundert waren Flachgongs außer in China auch in Vietnam, auf Borneo, Sumatra und auf der Malaiischen Halbinsel verbreitet. Diese Regionen waren durch Schiffsrouten verbunden, die auch über die Philippinen führten. Auf der nordphilippinischen Insel Luzon verwenden bis heute mehrere Ethnien Flachgongs wie den gangsa als Ritualinstrumente.

### Gongs allgemein
Neben den in Südchina bekannten Gongs wurden andere Gongtypen zwischen dem 3. und 6. Jahrhundert vermutlich aus den nordwestlichen Randgebieten zu Zentralasien eingeführt. Während dieser Zeit (wohl im 4. Jahrhundert) kamen auch Zimbeln (bo oder ba) und vielleicht von buddhistischen Mönchen mitgebrachte klöppellose Handglocken (xing) aus Indien.
Bis in die Tang-Zeit wurden Gongs sprachlich den gu („Trommel“) zugeordnet und zhenggu (zheng stand für unterschiedliche Musikinstrumente), jingu („Metalltrommel“) oder tonggu („Bronzetrommel“) genannt. Tonggu bezeichnete neben Kesselgongs auch andere Gongtypen und die seit der Shang-Dynastie (16.–11. Jahrhundert v. Chr.) bekannten ältesten bronzenen Fasstrommeln (Membranophone). Im Yueshu von 1104 wird anstelle von gu das Zeichen luo für „Gong“ verwendet, das auch „Tribut“ bedeuten kann. Das Zeichen kommt in der Verbindung shaluo (mit sha, „undeutlich“", wie in shayin, „undeutlicher Ton“) vor. Ob es eine inhaltliche Beziehung zwischen den beiden Bedeutungen gibt, ist unklar. Möglicherweise besteht ein Zusammenhang, weil in den südlichen Provinzen früher der Tribut teilweise durch Gongs entrichtet wurde.
Während der Herrschaft der mongolischen Yuan-Dynastie (1279–1368) gehörte neben mehreren Flöten, mehreren Mundorgeln (sheng), Griffbrettzithern (guqin) mit unterschiedlichen Saitenzahlen, einer Wölbbrettzither (se), mehreren Glocken und Glockenspielen, zwölf Trommeltypen (gu), Klangsteinspiel (bianqing), Schlagkasten (zhu) und Schraptiger (yǔ) auch ein militärisch verwendeter Gong (jinzheng) zur höfischen Sakralmusik (yayue). Bei der höfischen Bankettmusik (yanyue) kamen zu diesen Instrumenten unter anderem Schlaghölzern (paiban), ein Metallophon (fangxiang) und ein Gongspiel (yun’ao) hinzu.
In der nachfolgenden Ming-Dynastie (1368–1644) wurden die bisherige Sakralmusik (yayue) und die Bankettmusik (yanyue) zusammengefasst, sodass ein sehr großes Orchester existierte, das in unterschiedlicher Besetzung für die Musik der drei Bereiche „religiöse Kulte“, „Audienzen“ und „Bankette“ zuständig war. Wenn der Kaiser unterwegs war, wurde das aus 116 Musikern bestehende Orchester lubu dayue („große Musik der Ehreneskorte“) gebraucht, das unter anderem aus Metalltrompeten (huajiao, da tongjiao und xiao tongjiao), Querflöten (long di), Trommeln (longgu und zhanggu), Schlaghölzern (paiban) und Gongs (jin und zheng) bestand. In mehreren Ensembles für andere Zwecke wurde das Gongspiel yunlue eingesetzt.
Während der Ming-Dynastie bildeten sich auch unterschiedliche Instrumentalensembles heraus, etwa in der Provinz Shaanxi der Ensembletyp guyue („Trommelmusik“), der mit Melodieinstrumenten wie der Querflöte dizi, der Mundorgel sheng, dem zylindrischen Doppelrohrblattinstrument guan und verschiedenen Perkussionsinstrumenten wie den Klappern bangzi, den Gongs daluo, maluo, dingdang und yunluo, den Becken nao sowie Trommeln gu besetzt ist.

## Bauform und Spielweise

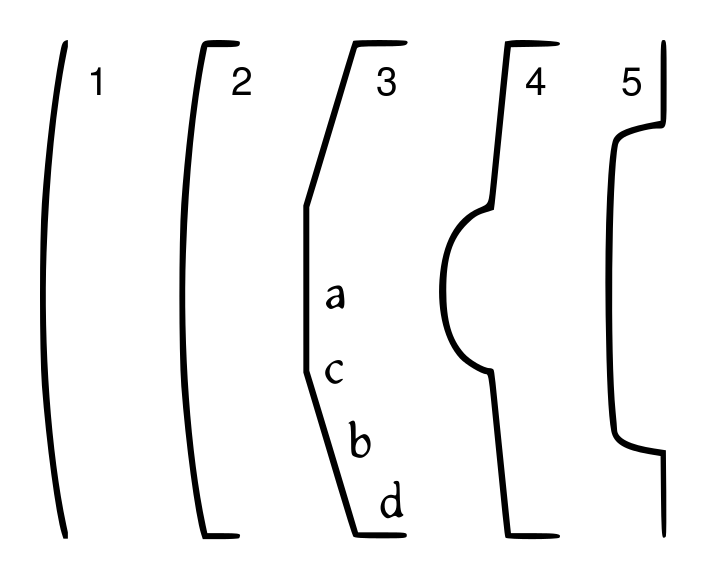
Querschnitte chinesischer Gongtypen: 1) Fengluo („Windgong“): groß, flach gewölbt, ohne Rand. 2) Wenluo („Zivil-Gong“): groß, flach gewölbt, kleiner Rand, Vorbild des Tamtam. 3) Daluo („großer Gong“) und xiaoluo („kleiner Gong“): flache Mitte, schräg bis zum schmalen Rand. 4) Gongluo, mangluo: Buckelgong, halbrunde Vorwölbung in der Mitte, breiter Rand. 5) Tongluo und yunluo: klein, flach gewölbt, kleiner Rand, tellerförmig

Die meisten der zahlreichen chinesischen Gongs sind entweder flach mit einem geringen Rand, bis zur planen Mitte etwas erhöht oder leicht gewölbt. Entscheidend für die Klangqualität ist die Form der Mitte, in der das Schwingungsmaximum liegt. In den meisten Fällen produzieren die Gongs einen Klang mit unspezifischer oder sich verändernder Tonhöhe und unterscheiden sich somit wesentlich von den malaiischen Buckelgongs mit klar definierter Tonhöhe. Ein großer chinesischer Flachgong wurde mit dem Namen Tamtam in die westliche klassische Musik übernommen. Chinesische Flachgongs werden üblicherweise aus einer Messinglegierung (xiantong, „Resonanz-Kupfer“, „klingendes Messing“) hergestellt, die aus Kupfer mit geringen Anteilen von Zink und Zinn besteht, und (traditionell von Hand) in Form getrieben.
Neben der instrumentenkundlichen Klassifizierung in fünf Typen gibt es in China eine Einteilung nach der Form in die drei Gruppen: qixingluo (flache erhöhte Schlagfläche, daluo), pixingluo (übrige Flachgongs) und ruxingluo (Buckelgongs). Nach der Tonhöhe lassen sich die Gongs in tief-, mittel- und hochtönend einteilen. Im philosophischen System der Naturkräfte Yin und Yang werden die Buckelgongs der weiblichen Kraft yin und die Flachgongs der männlichen Kraft yang zugeordnet.
In den zahlreichen chinesischen Operngenres sorgt die meist aus Trommeln (gu), Gongs und Klappern (ban) bestehende Perkussionsgruppe nicht nur für den musikalischen Rhythmus, sondern auch für den zeitlichen Verlauf der Bühnenauftritte. Für jeden Gongtyp werden mehrere Anschlagarten unterschieden. Der hauptsächliche Schlag ist der „schwere Schlag“ (guang) gegenüber dem „leichten Schlag“ (gung). Unterschiedliche Klangqualitäten sind ebenfalls namentlich definiert. Ein „erstickter Ton“ (menyin) bei einem in der linken Hand gehaltenen Gong wird auf dreierlei Arten erreicht: Der Spieler drückt den Gong schräg gegen seine Brust, berührt mit dem Stab des Schlägels die Kante des Gongs oder er hebt den linken Arm so weit hoch, bis der Gong die Unterseite des Arms berührt. Beim ähnlichen „verborgenen Ton“ (yanyin) berührt der Spieler mit der rechten Hand den Gong kurz nach dem Anschlagen. Diese Methode in schneller Folge durchgeführt ergibt den „bemessenen Gong(schlag)“ (chuailuo). Ein hell klingender „Randschlag“ (dabian) mit dem Schlägelstab gegen die Gongkante wird gebraucht, um rauschendes Wasser, Regen oder Wind hörbar zu machen. Die Schlagtechniken sind bei einem großen und kleinen Gong weitgehend dieselben, ergeben jedoch unterschiedliche Klangergebnisse.
In der Peking-Oper und anderen klassischen Orchesterformationen heißt die Perkussionsgruppe luogu (鑼鼓, „Gong und Trommel“). Für die auf den Perkussionsinstrumenten gespielten Schlagtechniken und für kurze rhythmische Muster wurden luogu jing genannte Merksilben eingeführt, die mit chinesischen Schriftzeichen notiert werden können. Perkussionisten lernen die Abfolge der Silben, von denen jede für eine rhythmische Aktion steht, zu singen, auch wenn sie diese Übung – anders als etwa indische Musiker die Trommelsprache bol – nicht auf der Bühne vortragen.

### Tongluo

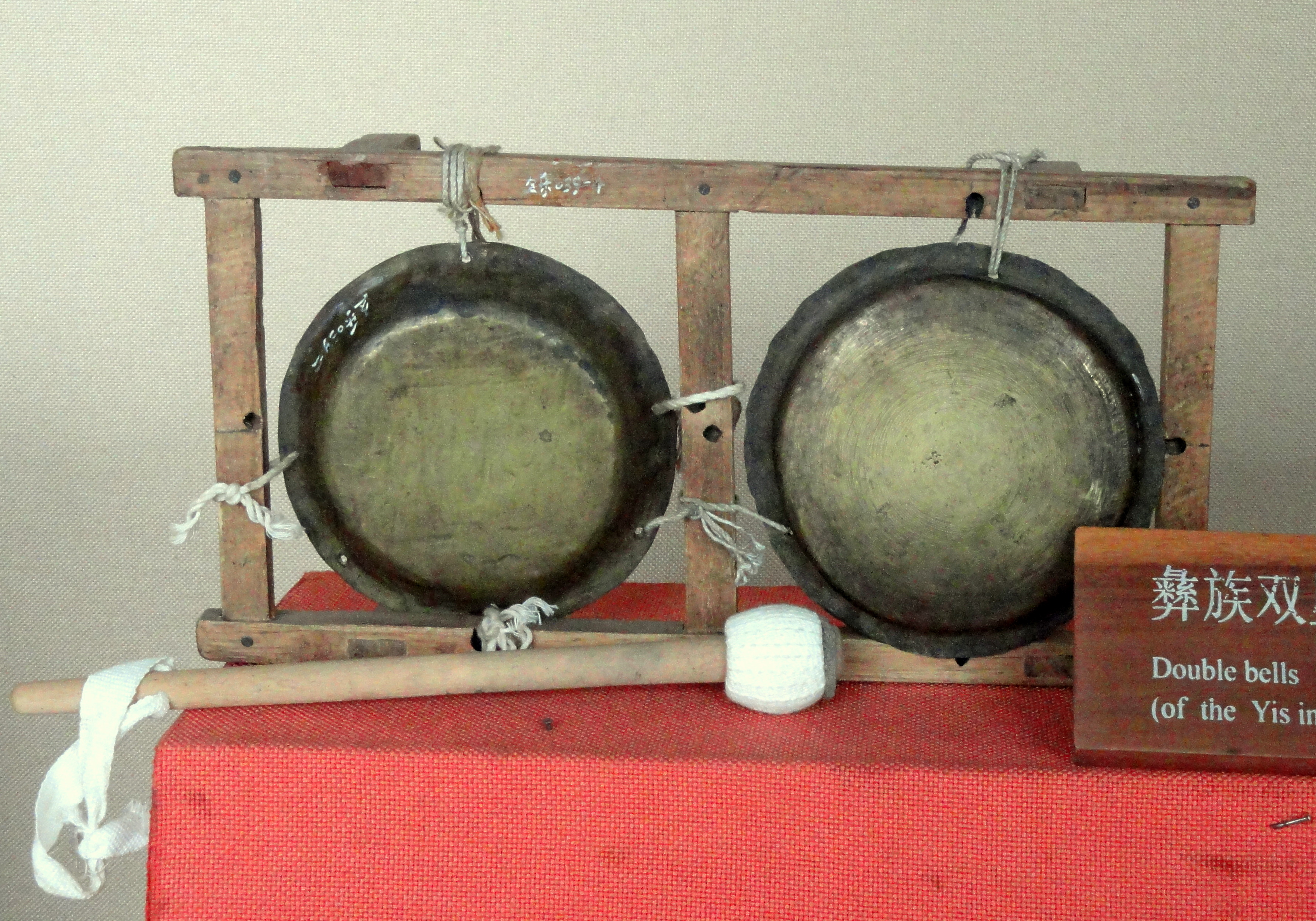
Zwei tellerförmige Gongs der nationalen Minderheit der Yi in der südchinesischen Provinz Yunnan

Tongluo, auch tangluo, zheng und tongzheng (tong, lautmalerisch), ist ein kleiner Flachgong mit einem rechtwinklig umgebogenen tellerförmigen, auch hutförmig genannten Rand, der entweder in einem eigenen Rahmen senkrecht aufgehängt ist oder an einer durch zwei Löcher im Rand durchgezogenen Schnurschlaufe in der Hand gehalten wird. Der Rahmen besteht aus einem breiten Standbrett, zwei dünnen senkrechten Hölzern und einem oberen Querholz, an dem der Gong mit einer Schnur an zwei Ösen aufgehängt ist. Der tongluo wird mit einem Schlägel mit weichem Rundkopf geschlagen. Der Klang ist kurz und hoch.
Beim Dorf Muara Jambi in der Provinz Jambi auf der indonesischen Insel Sumatra wurde in den 1980er Jahren ein chinesischer Bronzegong ausgegraben, der eine in das Jahr 1231 datierte Inschrift trägt. Der Inschrift zufolge war der Gong (tongluo) einer von zwei großen Gongs, die vom Militär gebraucht wurden. Wie der Gong während der Südlichen Song-Dynastie (1226–1279) von seinem mutmaßlichen Herstellungsort in Südchina in das damalige buddhistische Reich Srivijaya auf Sumatra gelangte, ist unklar.
Der Flachgong wurde um das 12. Jahrhundert in Japan eingeführt, wo er, abgeleitet vom damaligen chinesischen Namen zhenggu, auf Japanisch shōko genannt und in der zeremoniellen höfischen Musik gagaku gespielt wird. Seit dem 13. Jahrhundert schlagen Straßenhändler und Teeverkäufer einen in der Hand gehaltenen Flachgong tongluo, um auf sich aufmerksam zu machen.
Im Norden Chinas wird ein kleiner Flachgong mit dem lautmalerischen Namen dangdang (铛铛,  dāng dāng, dangdangluo oder dangziluo), der auf den metallischen Klang der Schläge verweist, in Dörfern der Provinz Hebei verwendet. Der dangdang hat einen Durchmesser von etwa 15 Zentimetern und ist an einer in der linken Hand gehaltenen, L-förmigen Stange befestigt. Der Schlägelkopf besteht manchmal aus Jade, um helle und harte Töne zu erzeugen. Abbildungen  aus dem 16. Jahrhundert zeigen diesen Gong bei Prozessionen des Kaiserhofs. 
Der Durchmesser der Flachgongs beträgt allgemein zwischen etwa 10 und über 60 Zentimeter. Häufig ist die glatt polierte Platte durch einen oder zwei konzentrische Streifen mit einer dunklen rauen Oberfläche gegliedert. Kleine Gongs werden an einer Schnurschlaufe in der linken Hand gehalten und mit einem Schlägel in der rechten Hand geschlagen. Größere Flachgongs werden bei Prozessionen und Beerdigungen von einem Assistenten an einer Stange über der Schulter getragen. An der Stange hängen sie an zwei Schnüren.
Ein kleiner südchinesischer Gong mit etwa 9 Zentimetern Durchmesser heißt jiaoluo („Ruf-Gong“). Er wird an einer Kordel vom sitzenden Musiker mit der linken Hand gehalten und mit einem Schlägel in der rechten Hand geschlagen. Der xiangzhan („Resonanz-Tasse“) ist ein kleiner Gong mit sechs Zentimetern Durchmesser, der in einem geflochtenen Bambuskörbchen liegt und im nanguan (auch nanyin), einem Stil der klassischen chinesischen Musik mit einigen sehr alten Musikinstrumenten in der südostchinesischen Provinz Fujian, und in anderen südchinesischen Kammermusikstilen verwendet wird. Der Ensembletyp xiasiguan („Niedrige-Vier-Ensemble“) besteht aus fünf Perkussionsinstrumenten: einem Flachgong jiaolou, der mit einem Holzblock verbunden ist, einem Gong xianghzan, einer Rahmentrommel biangu einem Paar Bronzeglöckchen shuangling und einer Bambusklapper sibao.
Bei Prozessionen und anderen Zeremonien sollen Gongs böse Geister vertreiben. Bei einer Mondfinsternis glaubte man, Gongs würden helfen, den Mond wieder erscheinen zu lassen. Eine ähnlich magische Funktion wurde Gongs in buddhistischen Tempeln zugeschrieben. Außer der Funktion einer Türglocke soll der von einem Besucher beim Betreten des Tempels angeschlagene Gong Besucher und Ort vor bösen Einflüssen reinigen. In jeder Hinsicht kommt den Gongs bei den unterschiedlichen rituellen Verwendungen diesselbe magische Wirkung und Signalfunktion zu wie Paarbecken (nao), Glocken (zhong) und metallenen Schlagplatten (den burmesischen kyizi entsprechend).

### Yunluo

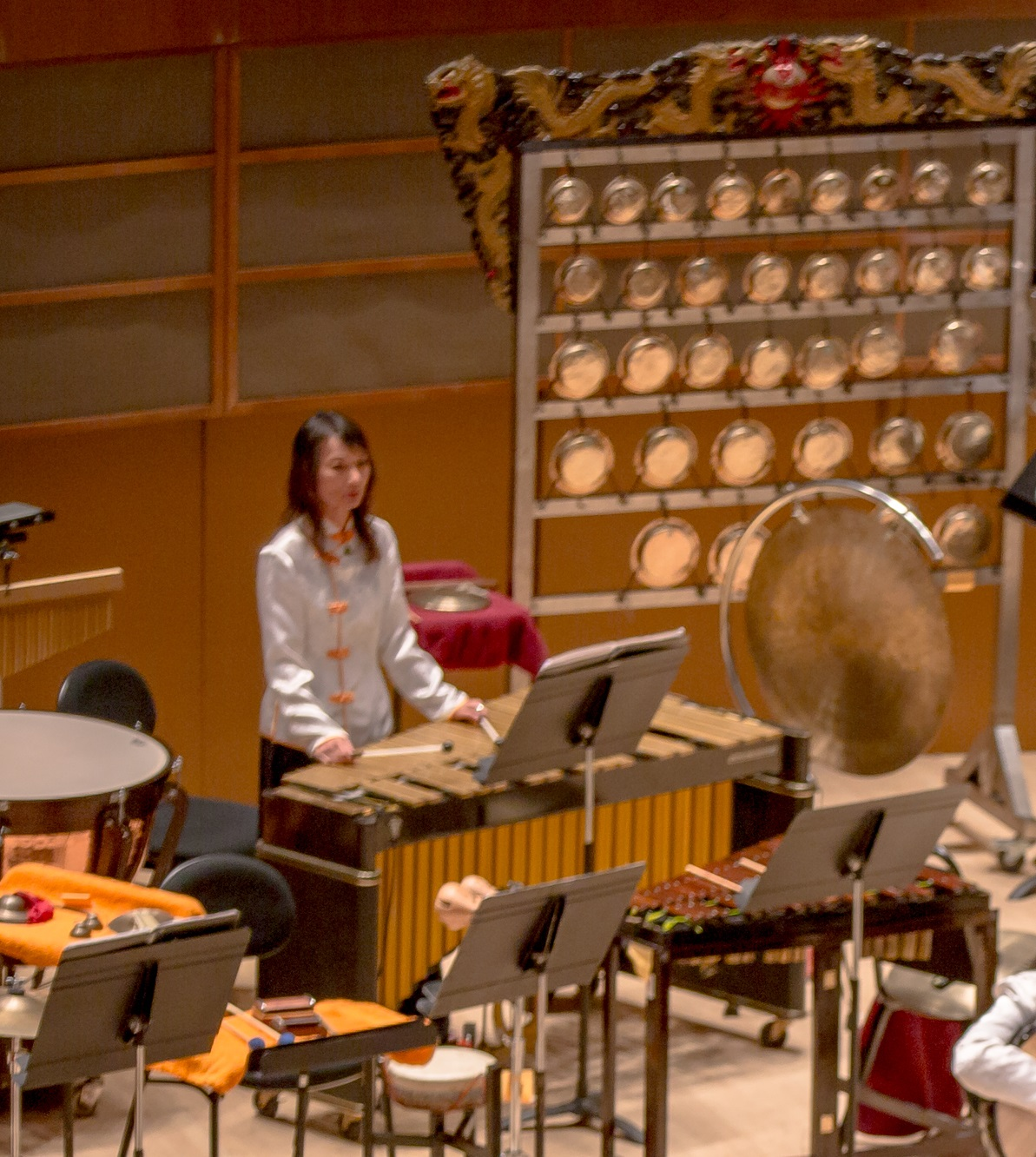
Gongspiel yunluo mit 35 Flachgongs und andere Perkussionsinstrumente eines chinesischen klassischen Orchesters

Yunluo (yúnluó, Wade-Giles yün-lo, „Wolkengong“) ist ein Gongspiel aus mehreren Flachgongs vom Typ des tongluo mit unterschiedlichen Tonhöhen. Zehn oder mehr diatonisch gestimmte Messinggongs sind in einem senkrecht in der Hand gehaltenen oder aufgestellten Rahmen in mehreren Reihen nebeneinander aufgehängt. Mittelgroße Gestelle stehen auf einem Tisch, große Gestelle mit teilweise über 40 chromatisch gestimmten Gongs in einer stabileren Rahmenkonstruktion stehen auf dem Boden. Die Gongs hängen an drei oder vier Schnüren, die an entsprechend vielen Löchern in den Seiten des Rahmens verknoten sind, zwischen den Querhölzern des Gestells. Der Musiker schlägt die Gongs mit einem Holzstab in jeder Hand. In einem Orchester kommen ein oder zwei, jeweils von einem Musiker gespielte yunluo zum Einsatz. Yunluo gehören zu den Melodieinstrumenten im Orchester.
Die häufigste traditionelle kleine Form des yunluo besteht aus 10 Gongs, seltener aus 7, 9, oder 14 Gongs. Bei einer Form des yunluo mit 10 Gongs sind diese in drei Reihen mit je 3 Gongs und einem einzelnen Gong oben in der Mitte angeordnet. Die Gongs sind bei dieser Form mit vier Schnüren – senkrecht oben, unten und waagrecht an den Seiten – in den quadratischen Feldern des Rahmens festgebunden. Walter Kaufmann (1976) gibt drei Stimmungen für diesen yunluo-Typ an, ergänzt aber, dass bei einzelnen Instrumenten abweichende Tonhöhen gemessen wurden. Von oben:
- e | d–c–B | F–G–A | E–D–C
- e | d–c–B | A–G–F | E–D–C
- e | B–c–d | A–G–F | C–D–E[25]

Das yunluo gilt als Nachfolger des altchinesischen Klangsteinspiels bianqing und des während der Tang-Dynastie (618–907) beliebten Metallophons fangxiang, das es nach dem Ende der Yuan-Dynastie (1279–1368) allmählich ersetzte. Erstmals abgebildet ist ein yunluo in einem Gemälde des während der Song-Dynastie lebenden Malers Su Hanchen (1094–1172). Erkennbar sind zehn kleine Gongs in einem Gestell. In der Geschichtschronik Yuanshi (um 1370) der Yuan-Dynastie wird ein Gongspiel mit 13 Gongs (Anordnung 4–5–4) unter dem Namen yun’ao erwähnt. Damals gehörte es zur höfischen Musik (yanyue) und zur Ritualmusik in den Tempeln. Das yun’ao wurde mit der linken Hand an einem Holzgriff gehalten und mit einem Schlägel in der rechten Hand geschlagen. Eine sorgfältig geschnitzte und mit chinesischer Lackkunst farbig gestaltete Holztafel, die im Penn Museum aufbewahrt wird, stellt das Leben im Palast in der Ming-Zeit (1368–1644) dar. Darunter ist eine Szene mit zehn Musikerinnen des höfischen Orchesters, die Tänzerinnen begleiten. Zu den abgebildeten Musikinstrumenten gehört ein kleines in der Hand gehaltenes Gongspiel yunluo mit fünf Gongs. In der nachfolgenden Qing-Dynastie (1644–1911) zeigen die Darstellungen überwiegend zehn Gongs (3–4–3) in einem Rahmen. Bis heute wird das yunluo bei zeremoniellen Anlässen im nördlichen China verwendet.

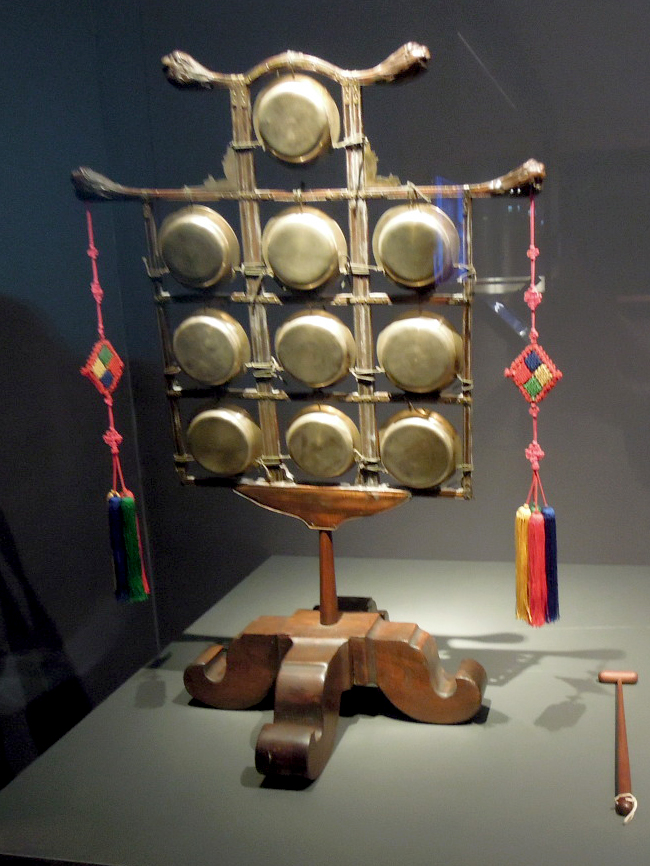
Altes koreanisches Gongspiel ulla

Das Instrumentalensemble guyue bedeutet „Trommelmusik“. Verschiedene Formen dieser alten Volksmusiktradition in der Gegend um die Stadt Xi’an in der Provinz Shaanxi sind als Xi’an guyue bekannt. Im Xi’an guyue werden mehrere Gongspieltypen verwendet, darunter das shuang yunluo („Doppelgongspiel“), dessen jeweils zehn Gongs in Form einer symmetrischen Pyramide (4–3–2–1) angeordnet sind. Zwei Holzgestelle in dieser Anordnung stehen nebeneinander auf dem Boden. Die Gongs sind von gleicher Größe, ihre Stimmung in einer heptatonischen Skala mit einem Tonumfang von einer Dezime ergibt sich aus der unterschiedlichen Materialstärke. Sie werden unter anderem in der Zeremonialmusik eines daoistischen Chenghuang-Tempels verwendet. Ein bedeutender shuang yunluo-Spieler und daoistischer Priester war An Laixu (1895–1977), der auch unter den restriktiven Bedingungen nach Gründung der Volksrepublik China 1949 und während der Kulturrevolution (1966–1976) die verschwindende Tradition der Xi’an guyue-Musik an Schüler weitergab.
Ein einzelnen Gongspiel dieser Form heißt dan yunluo („Einzelgongspiel“). San yunluo („dreitöniges Gongspiel“) ist ein an einem Stab in der Hand gehaltenes Gongspiel aus drei Gongs in einem Dreieck am Stabende. Fangxiazi ist ein kleines Gongspiel aus sechs Gongs in Pyramidenform (3–2–1). Das fangxiazi kann getragen werden und wird nur für die Xi’an guyue-Prozessionsmusik luanbaxian verwendet, zusammen mit der Bambusquerflöte dizi, der Mundorgel sheng und dem zylindrische Doppelrohrblattinstrument guan.
Das alte koreanische Gongspiel ulla (aus koreanisch ul, „Wolke“, und la, „Gong“) mit zehn Gongs entspricht dem traditionellen yunluo. Es wurde im 16. Jahrhundert aus China übernommen und verschwand Anfang des 20. Jahrhunderts. In der „großen und eleganten“ höfischen Musik Vietnams (đại nhạc und nhã nhạc) wird ein tam am la (vietnamesisch „Drei-Klang-Gong“) verwendet, das aus drei Gongs (zwei unten und einer darüber) in einem Holzrahmen besteht. Der Musiker hält den Rahmen in einer Hand und schlägt mit einem leicht gebogenen Stab in der anderen Hand die Gongs.
Eine Parallele ist das im nordindischen Bundesstaat Rajasthan früher selten verwendete Schlagplattenspiel srimandal aus 12 runden Metallplatten, die in einem dem yunluo und dem ulla ähnlichen Gestell hängen. Ein loh tarang genanntes Melodieinstrument aus 24 runden Platten in einem größeren Gestell wird heute gelegentlich in Nordindien zur Unterhaltung bei Festveranstaltungen eingesetzt.

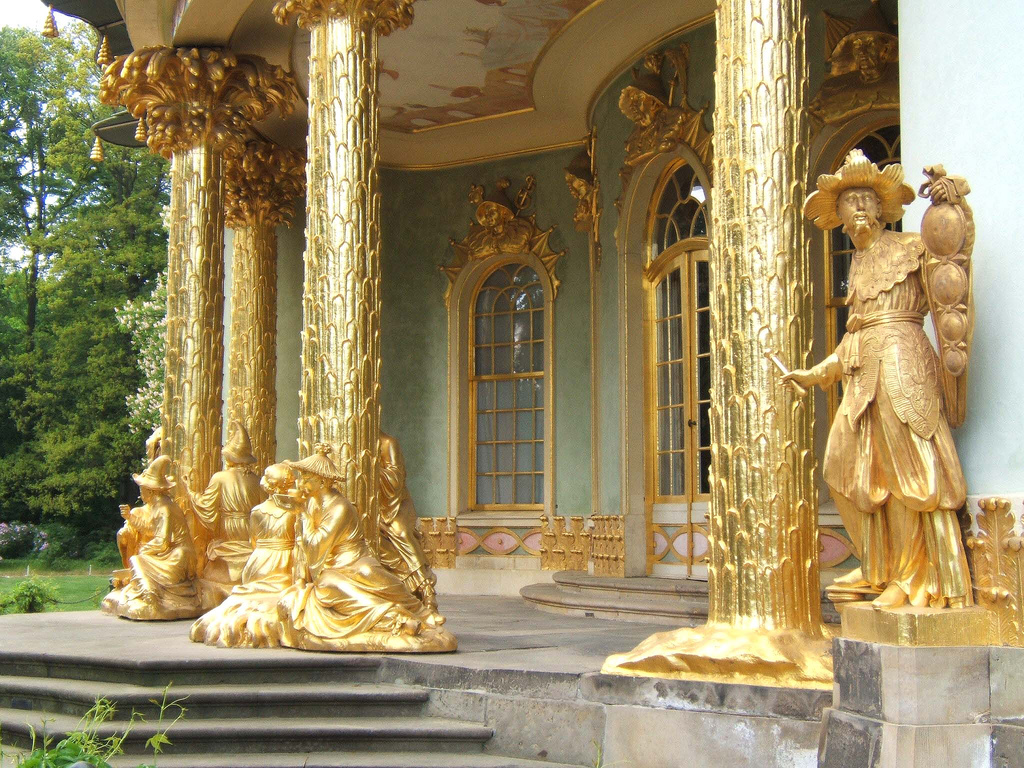
Chinesisches Teehaus in Potsdam von 1764. Rechts eine vergoldete Steinfigur, die ein Phantasie-yunluo mit vier Gongs spielt

Gestimmte melodiefähige Idiophone waren in Europa abgesehen vom Carillon bis ins 16./17. Jahrhundert, als die ersten Reisenden über indonesische Buckelgongs berichteten, unbekannt. Der britische Händler Henry Talbot, der im Auftrag der Britischen Ostindien-Kompanie zwischen 1718 und 1730 Reisen nach Guangzhou (Kanton) unternahm, brachte von dort einen chinesischen Gong nach Europa. In den 1780er Jahren sandte der französische Jesuit und Musikgelehrte Joseph-Marie Amiot (1718–1793) mehrere chinesische Musikinstrumente einschließlich eines Gongs und eines Gongspiels nach Europa. Die im 17. und 18. Jahrhundert in Europa verbreitete Chinabegeisterung fand in phantasievollen Chinoiserien ihren Niederschlag. Einer der Höhepunkte dieses exotistischen Gestaltungswillens war das Chinesische Teehaus in Potsdam, zu dessen Gestaltungselementen drei vergoldete Steinfiguren gehören, die chinesische Musikinstrumente spielen: eine Laute pipa, eine alte Griffbrettzither guqin und ein yunluo mit vier an einer Stange aufgereihten, unterschiedlich großen Gongs. Diese Form eines Gongspiels ist in China allerdings unbekannt und die Figur hält den Stab nach unter anstatt nach oben.

### Daluo
Flachgongs, die veränderliche Tonhöhen produzieren, sind leicht gewölbt mit einer flachen Schlagfläche in der Mitte und einem rechtwinklig umgebogenen schmalen Rand. Die Schlagfläche (luoxin, „Gong-Herz“) misst zwischen einem Drittel und der Hälfte des gesamten Durchmessers. Die äußere Fläche steigt vom Rand bis zur Schlagfläche geradlinig an. Für die Klangerzeugung ist die Materialstärke der Schlagfläche im Verhältnis zur übrigen Scheibe maßgeblich. Die Besonderheit dieses Gongtyps ist der nach dem Anschlagen plötzlich tiefer oder höher werdende Klang; genauer, die Tonfrequenz verändert sich mit abnehmender Schwingungsintensität des Gongs nichtlinear.
Zwei Namen dieses Flachgongtyps beziehen sich auf den Durchmesser des Gongs. Der daluo („großer Gong“), auch suluo (su, lautmalerisch für einen lange anhaltenden, lauten Ton), mit einem Durchmesser von 30 bis 50 Zentimetern hängt einzeln senkrecht in einem Holz- oder Bambusgestell. Ansonsten hält der Musiker den Gong an einer Kordel in der linken Hand und schlägt ihn mit einem Schlägel mit weichem Kopf in der rechten Hand. Die Schlagfläche ist dicker als die äußere Scheibe und der Rand. Der Klang des daluo ändert sich nach dem Anschlagen von hoch zu tief. Der daluo wird hauptsächlich in der Peking-Oper verwendet. Der mächtige Klang soll die Bewegungen von Kriegern und den Auftritt bedeutender Charaktere untermalen. Andere Namen für gleiche oder ähnliche Gongs sind  huyinluo („Tigerklanggong“, „Tigergong“), datangluo („große Halle-Gong“) und fangsuluo. Der letztgenannte Gong hat einen Durchmesser von 33 Zentimeter und eine Schlagfläche von 12 Zentimeter und erhielt seinen Namen von der Stadt Suzhou, in der er zuerst eingeführt wurde. Dieser Typ ist auch als zhongyin jingluo („Hauptstadt-Gong in mittlerer Tonhöhe“) bekannt.
Andere Perkussionsensembles, zu denen daluo gehören, sind das shifan luogu („zehnmal Gong und Trommel“) und das Chazhou daluogu, „Große Gong- und Trommel(musik) aus Chaozhou“. Das shifan luogu ist ein Genre der nordchinesischen Ritualmusik, das hauptsächlich von daoistischen Ritualexperten aus dem Volk aufgeführt wird und aus Perkussionsinstrumenten und Blasinstrumenten (Kegeloboen suona, Mundorgeln sheng, Flöten) besteht. In diesem Ensemble heißt der Gong auch chunluo („Frühlingsgong“) oder xiluo („glücklicher Gong“).
Beim Chazhou daluogu, spielt der Leiter des Ensembles (sigu) die Fasstrommel dagu („große Trommel“, „führende Trommel“). Hinzu kommen Blasinstrumente einschließlich der melodieführenden Kegeloboe suona und Saiteninstrumente.

### Xiaoluo
Der zum Typus des daluo gehörende xiaoluo („kleiner Gong“), auch jingluo (gaoyin jingluo, „hoch klingender Hauptstadt-Gong“) oder shouluo, mit einem Durchmesser von etwa 22 Zentimetern wird mit einem Finger unter dem Rand gehalten und mit einem Holzstab (ohne weichen Kopf) geschlagen. Die innere Schlagfläche ist dünner als der äußere Teil des Gongs. Nach dem Anschlagen wird die mittlere Tonhöhe des xiaoluo höher. Nach einer akustischen Berechnung ergibt sich für einen kleinen Gong mit einer Materialdicke von 0,7 Millimetern und einer Schlagfläche von 10 Zentimetern Durchmessern eine Tonerhöhung um etwa drei Halbtöne. Beim größeren daluo sinkt der Ton bei einer Materialdicke von 1,0 Millimetern und einer Schlagfläche von 15 Zentimetern nach dieser Berechnung um mehrere Halbtöne.
Im 16. und 17. Jahrhundert wurde der xiaoluo in der Kunqu-Oper eingesetzt. Seit dem 18. Jahrhundert wird er in zahlreichen Operntraditionen einschließlich der Peking-Oper verwendet. Außer der musikalischen Akzentuierung bestimmter einzelner Charaktere gehört der xiaoluo in den Opern auch zum Rhythmusmuster luogudianzi („Gong- und Trommel-Rhythmus“), das prächtige Eröffnungsszenen, Kämpfe, akrobatische Einlagen und andere dramatische Höhepunkte begleitet und neben xiaoluo von Paarbecken jingbo (auch naobo), Klappern paiban und einfelligen Rahmentrommeln bangu gespielt wird. Eine übliche Perkussionsbesetzung in der Kanton-Oper besteht aus dem großen Gong daluo, dem kleinen Gong xiaoluo, kleinen Paarbecken xiaobo, großen Becken dabo, dem Holzklotz nanbangzi, der Rahmentrommel bangu und Glocken. Bei der Peking-Oper setzt sich die Perkussionsgruppe aus daluo, xialuo, großem Becken naobo und der Trommel-Klapper-Kombination guban zusammen. Der daluo ist das am tiefsten klingende der vier Perkussionsinstrumente. Das Becken nimmt eine mittlere Stellung zwischen dem daluo und dem hoch, klar, fein und manchmal humorvoll klingenden xialuo ein. Der kleine Gong begleitet daher den Auftritt und Abgang von Schriftgelehrten, weiblichen Charakteren und gelegentlich Spaßmachern.
Neben dem Chazhou daluogu gibt es auch ein Ensemble Chaozhou xiaoluogu, „Kleine Gong- und Trommel(musik) aus Chaozhou“, das wie weitere musikalische Formen zu den Chazhou luogu gehört.

### Shenbo, douluo

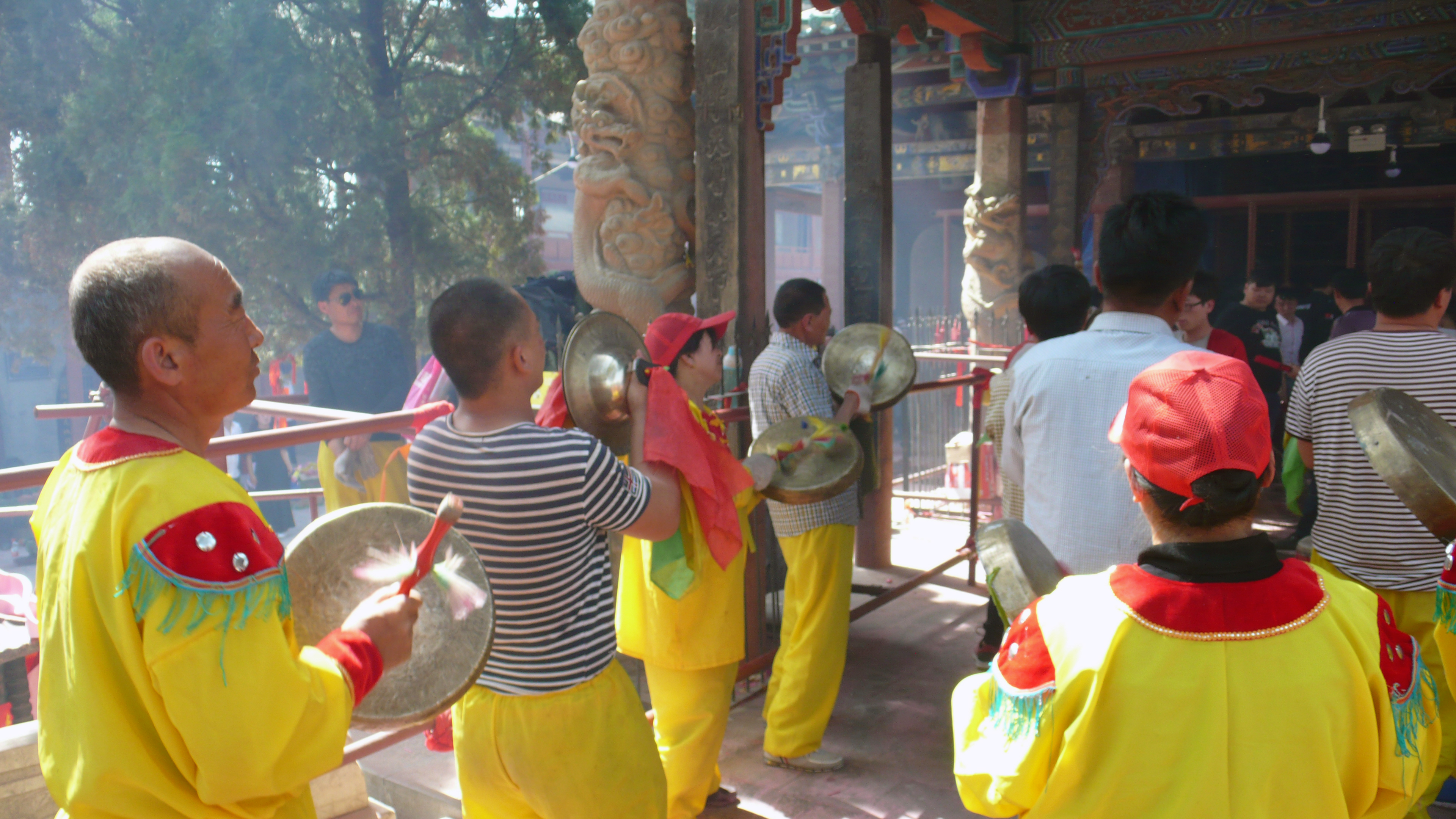
Wannenförmige Flachgongs bei der Zeremonialmusik Jinnan weifeng luogu mit Gongs, Trommeln und Becken in der Präfektur Linfen im Süden der Provinz Shanxi

Große flache Gongs, die mit ihrem tiefen, rechtwinklig umgebogenen Rand eine Wannenform bilden („Schüsselgong“, „Behältergong“), heißen je nach Größe shenbo und douluo. Der shenbo („tiefer Rand“, auch shenboluo, „tiefe Welle-Gong“) in Südostchina misst 60 bis 80 Zentimeter im Durchmesser und der douluo („Behälter-Gong“) etwa 40 Zentimeter. Die gesamte Fläche ist bei beiden Größen plan und der umgebogene Rand ist mindestens 6 Zentimeter tief. In der Perkussionsmusik Chazhou daluogu werden shenbo in einem Set von mehreren Gongs mit unterschiedlichen Tonhöhen verwendet. Übliche ungefähre Tonhöhen sind F, G und C. Jeder Gong hängt an einem auf dem Boden stehenden Gestell oder am waagrechten Ausleger eines Stativs. Der seitlich neben dem Gong stehende Musiker schlägt ihn mit einem weichen Schlägelkopf und dämpft bei Bedarf die Schwingungen, in dem er mit der anderen Hand von hinten in den Gong greift.
Der kleinere douluo wird an einer Kordel in der Hand gehalten und mit der festen Spitze eines hölzernen Schlägels geschlagen. Wie andere Flachgongs bringt der ebenfalls in einem Set verwendete douluo keine feste Tonhöhe hervor. Der douluo ist vor allem in der Gegend um die südostchinesische Stadt Chaozhou verbreitet.
Daneben sind weitere Gongs desselben Typs mit anderen Namen bei den Minderheitenvölkern im südwestlichen China verbreitet. Der gaobianluo („hoher Rand-Gong“) wird in Operm in der Provinz Guangdong verwendet. Beim Tanzstil qilin (benannt nach dem chinesischen Einhorn Qilin), der besonders bei den Kantonesen und Hakka beliebt ist, spielt zur Begleitung ein Perkussionsensemble einen lebhaften Rhythmus mit gaobianluo, großen Paarbecken guangbo und einer kleinen Zylindertrommel xiaozhangu („kleine Kriegstrommel“). Ansonsten wird der gaobianluo wie der daluo bei Volkstänzen und in regionalen Opern zur Begleitung von Kampfszenen geschlagen.
In chinesischen Quellen des 18. Jahrhunderts wird laut Alan R. Trasher (2015) ein dem douluo ähnlicher Gong mit dem Kategorienamen jin („Metall“) erwähnt, der militärisch verwendet und wie der entsprechende jing in Korea mit einem weichen Schlägel geschlagen wurde. Walter Kaufmann (1976) nennt den Militärgong in Form einer flachen Schüssel cheng (oder tseng). Sein Durchmesser beträgt 29 Zentimeter (entspricht 8,6 Cun). An einer durch Löcher im Rand geschlauften Kordel wird der cheng in einem Rahmen oder in einem Holzfass aufgehängt. Mit einem an zwei Ringen festgebundenen Band hängt der Spieler Rahmen oder Holzfass um seinen Hals und signalisiert mit den Gongschlägen der Truppe die Anweisung zum Rückzug, während Trommelschläge das Zeichen zum Angriff bedeuteten. Für beide Signale wurden auch andere Klangerzeuger verwendet. Unter dem Namen cheng wurden auch Kesselgongs und größere Flachgongs beschrieben.

### Buckelgongs

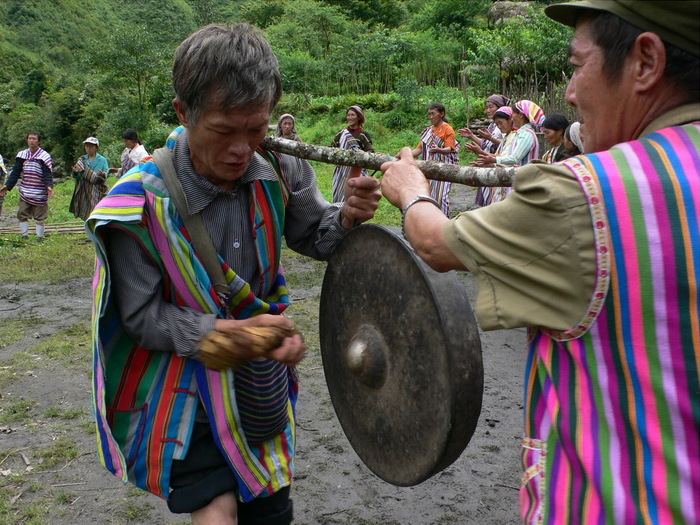
Ritualtanz der Dulong, von einem Buckelgong mangluo begleitet

Buckelgongs mit einem halbrunden zentralen Buckel und einem rechtwinklig umgebogenen breiten Rand, wie sie für die malaiischen Inseln charakteristisch sind, erscheinen in China auf Abbildungen seit dem 16. Jahrhundert. Ein kleiner Buckelgong mit einem Durchmesser von 16 Zentimetern aus der Mitte des 16. Jahrhunderts wurde in einer Höhle in der Provinz Hubei gefunden. In der zwischen 1713 und 1722 vollendeten musikwissenschaftlichen Abhandlung Lülü zhengyi werden Buckelgongs wie die älteren Kesselgongs tonggu genannt.
Die auf eine definierte Tonhöhe gestimmten chinesischen Buckelgongs messen 25 bis 45 Zentimeter im Durchmesser und besitzen einen bis zu 10 Zentimeter hohen Rand. Sie hängen wie der im javanischen Gamelan gespielte kempul senkrecht mit zwei Kordeln an einem Gestell und werden mit einem weichen Schlägelkopf geschlagen. In der Musik in Zentral- und Nordchina kommen Buckelgongs nicht vor, sie werden aber von einigen Minderheitenvölkern in Südchina verwendet. Dort sind sie unter Namen mit lautmalerischen Präfixen wie gongluo (früher jingu) und mangluo sowie als ruluo („Brustgong“) oder baobaoluo („Beulengong“) bekannt und kommen bei Festveranstaltungen zum Einsatz. Im Hokkien-Sprachgebiet im Süden der Provinz Fujian gehören Buckelgongs zu regionalen Volksopern, zum Perkussionsensemble Chaozhou daluogu und zu Prozessionen bei Begräbnissen. Die Durchmesser betragen zwischen 10 und 70 Zentimeter, die Tonhöhen zwischen F und a2. Gegossene Bronzegongs werden meist aus Myanmar (wo Buckelgongkreise kyi waing zum klassischen Ensemble hsaing waing gehören) eingeführt, geschmiedete Gongs werden selbst hergestellt. Den besten Klang produzieren gegossene und anschließend bei den Minderheitenvölkern durch Schmieden geformte Buckelgongs.
Mit einem Präfix wird die Spielweise der mangluo beschrieben. Schlägt ein Spieler einen einzelnen mangluo wird dies danmang genannt. Mit dem einzelnen Gong begleiten Dai und andere Minderheiten buddhistische Rituale, die Anrufung von Göttern und Gesänge, mit denen sie eine gute Ernte erbitten. Die Dulang im autonomen Kreis Gongshan in der Provinz Yunnan setzen einen mangluo bei Ritualtänzen ihrer animistischen Religion zur Verehrung des Himmels ein. Zur Begleitung von Volsliedern und weltlichen Tänzen wird der mangluo häufig zusammen mit der „Elefantenfußtrommel“ (xiangjiao gu) und Becken, gelegentlich außerdem mit Mundorgeln, Klappern und Kesselgongs gespielt.
Taomang („viele Gongs“) heißt das gleichzeitige Spiel mehrerer Buckelgongs durch einen oder mehrere Musiker. Bei zwei unterschiedlich großen, häufig im Quintabstand gestimmten Buckelgongs gilt der tiefer klingende, der die betonten Taktschläge ausführt, als weiblich und der höher klingende, die unbetonten Schläge spielende Gong als männlich. Eine jüngere Übernahme nach dem Vorbild des yunluo ist ein Gestell mit 17 Buckelgongs in drei Reihen. Ein solcher Holzrahmen mit 5 bis 7 Buckelgongs nennen die Dai paimang („Gongreihe“). Die Gongs solcher bianman („Gongspiele“) der südchinesischen Minderheiten stammen meist aus Myanmar oder Thailand.

### Wenluo
Die als Vorbild für den europäischen Tamtam bekannten, teilweise sehr großen flachen Gongs heißen wenluo („Zivil-Gong“), chao (chaoluo, „Berg-Gong“) oder chau (chauluo). Die leicht gewölbte Scheibe hat einen Durchmesser von 30 bis 80 Zentimetern und einen schmalen oder keinen Rand. Der wenluo hängt senkrecht in einem Gestell und wird mit einem weichen Schlägel gespielt, dessen Kopf aus Baumwolle gewickelt ist. Typisch sind ein breiter schwarzer Rand und ein schwarzer Mittenkreis. Der Ton ist tief und ohne bestimmte Höhe. Verwendet wird der wenluo in der Kanton-Oper und in anderen großen Orchestern für Spezialeffekte.
Bei den in den südlichen Provinzen Guangxi und Guizhou lebenden Dong tragen bei rituellen Aufführungen zwei Männer den großen flachen Gong dashailuo an einer Stange über den Schultern. Er produziert ein kräftiges, lange nachhallendes Geräusch. Ein anderer Name für den 60 bis 80 Zentimeter großen Gong ist shiziluo („Löwengong“), weil er Löwentänze begleitet. Als Donnergrollen erzeugendes Effektinstrument kann der dashailuo auch in der Peking-Oper vorkommen.
Eine weitere Variante des wenluo ist der aus einem gleichmäßig dünnen Messingblech von 60 oder mehr Zentimetern Durchmesser bestehende randlose „Windgong“ (fengluo), der mit einem großen weichen Schlägelkopf geschlagen wird und einen geräuschhaften Klang produziert. Der fengluo wird gelegentlich – ähnlich einem Donnerblech – als Effektinstrument in Orchestern eingesetzt.